# 假合取
假合取（英語：False conjunction），又稱捆包謬誤（英語：Package-deal fallacy），指的是假定在傳統或文化上常常會分類在一起的事物必然會一起出現的謬誤。
一個例子是「他是反對社福和加稅的美國保守派人士，因此他也反對槍枝管制和墮胎」，盡管在美國，「反對社福」、「反對加稅」、「反對槍枝管制」和「反對墮胎」都被認為是保守派的政治觀點，但這不表示說在美國相信其中一種保守派觀點的人，也必然會相信其他保守派的觀點。另一個例子是「這個國家使用死刑處罰殺人犯、也使用鞭刑和重罰處罰其他罪犯，因此這國家是個漠視人權、政府濫權的極權國家。」，盡管在一些人眼中，「死刑」、「鞭刑」和「重罰」和「漠視人權」、「政府濫權」和「極權」相關，但事實上引進死刑、鞭刑等處罰方式和加重對罪犯的處罰，不等於政府濫權，更不等於漠視人權，更不代表這國家是極權國家。
假合取可說是誤用了「且」的推理；關於誤用了「或」的推理，可見假兩難推理。

## 示例
例一
這個蘿莉是雙馬尾，所以一定是傲嬌。
說明：「雙馬尾」、「蘿莉」和「傲嬌」是常常一起出現的萌屬性，但這不表示說雙馬尾蘿莉總是傲嬌角色。
例二
濟公禪師是有修為的和尚，因此一定是光頭，而且一定很守佛門清規，後世把他做成披頭散髮、吃肉喝酒的形象，一定是搞錯了！
說明：由於傳統上多數的佛教和尚和尼姑出家後都會剃光頭的緣故，和尚和光頭是常常一起出現的屬性、有修為和恪守清規也常常在一起，但這不表示和尚一定是光頭，有修為的和尚也必然恪守清規，也有像濟公禪師這種不拘小節、不剃髮但確實有修為的僧人存在。
例三
光言唯青苗、助役為陝西之患
說明：青苗法和助役法都是王安石變法的一部分，但這不表示所有的新法法案都總是一起出現。
例四
他有亞斯伯格症，又是高智商，所以一定很適合寫程式。
說明：亞斯伯格症患者擅長搞電腦程式是一個常見的關聯，但這不表示亞斯伯格症加上高智商的人一定適合寫程式。
例五
她是女生，又是巨乳，所以數學成績一定很差。
說明：社會上常常把女性以及女性外表的某些特徵和數理方面的負面說法連結起來，但是是女生又是巨乳不表示數學成績一定很差，況且女生不擅長數學以及胸大無腦等說法，涉及刻板印象和性別歧視。
例六
壞人人權保護好了，好人還有什麼問題？
說明：這話言下之意是「如果壞人人權能得到良好的保護的話，好人人權也一定能得到良好的保護」；但事實上壞人人權能得到良好的保護，不代表好人人權也能得到良好的保護。
例七
白勇太是男的，小橘子是女的，白勇太和小橘子是很要好的朋友，又是同一個賽車車隊的，所以白勇太和小橘子一定是一對情侶。
說明：一對感情很要好且常常在一起的男女常常也是情侶，但這不表示他們一定是情侶。
例八
你數學很厲害，還拿到美國名校的數學博士，你說你不會電腦程式、不會統計，因此不敢應徵大數據相關產業的工作？少騙人了，你一定很會電腦程式，以你的學歷你一定能找到很好的工作的！
說明：盡管一般認為數學系的電腦程式也很強，但數學很厲害，不代表電腦程式也很厲害。
例九
他是某大學法律系的高材生，邏輯一定很強。
說明：法律系的學生邏輯很是一個刻板印象，但這不表示法律系的邏輯一定很強。
例十
甲是一名法學者，多年來從事犯罪受害者保護研究，因此他一定很尊重犯罪受害者權益；乙是一名獸醫，執業多年，救助過無數的動物，因此他一定很愛動物；丙每天努力研讀佛經/聖經，因此一定是名虔誠的佛教徒/基督徒。
說明：雖然人們常會認為，從事某種研究、某類工作或研讀某類書籍的人，也必然會喜歡、尊重他們研究的對象、工作救助的對象或信仰相關的宗教；但事實上，從事犯罪受害者保護不代表尊重犯罪受害者、從事獸醫不代表喜歡動物、喜好研讀佛經/聖經不代表信佛/信基督。很多人因為同情犯罪受害者而從事犯罪受害者保護、很多人因為喜歡動物而成為獸醫、很多人因為信仰虔誠而每天努力閱讀宗教經典，但這不代表每個從事受害者保護研究的都尊重受害者，每個當獸醫的都喜歡動物，或每個每天努力研讀宗教經典的都信仰虔誠。
例十一
你如果不想要作品被下架，就請發表聲明說「我不支持女權，也和某極端團體無關」，因為那個極端團體在社會上的風評極差。
說明：支持女權的人，或許有一些人支持某極端團體，但這不表示支持女權的人全部都支持那個極端團體。

## 不是謬誤的狀況
如果講的是在傳統或文化上常常會分類在一起的事物，「可能」而不是「必然總是」會一起出現，那就不算是謬誤。
一個不是謬誤例子是「廣志喜歡科幻電影，因此他可能也喜歡星際大戰」；另一個例子是「他是反對社福和加稅的美國保守派人士，因此他有可能會反對槍枝管制和墮胎」

## 參照
- Bennett, Bo, , Logically fallacious,   [October 2014], （原始内容存档于2016-03-04）
- Sternberg, Meir, , Enthymema, 2011, 4: 35–50, ISSN 2037-2426, doi:10.13130/2037-2426/1186, I think there is a basic psychological reason, namely, the human tendency to the opposite of the Proteus Principle, what I call the package-deal fallacy. It is simply convenient to say «X goes with Y», «form A goes with function A1», «form B goes with effect B1». The world then looks orderly, safe.
- Sternberg, Meir, , Indiana University Press: 158, 1998, ISBN 0-253-11328-8, [...] a tendency to overconnection among essentially independent variables [...] [w]hat I call the Package Deal Fallacy [...]

## 外部連結
- （英文）Package-Deal Fallacy（页面存档备份，存于）